# Jean-Baptiste Jahan
Pour les articles homonymes, voir Jahan.
Jean-Baptiste Jahan, né le 4 août 1752 à Chinon, mort le 2 juin 1839 à Descartes (Indre-et-Loire) est un homme politique français, député d'Indre-et-Loire.

## Biographie
Jean-Baptiste Jahan est le fils de Jean-Baptiste Jahan, notaire royal et procureur fiscal de la justice d'Azay-le-Rideau, et de Marie Anne Richard de Martigny.
Avocat au parlement et au présidial de Tours, puis juge au tribunal de district de Chinon, il est élu, le 31 août 1791, député d'Indre-et-Loire à l'Assemblée législative, le 7e sur 8, par 163 voix (301 votants).

## Sources
- « Jean-Baptiste Jahan », dans Adolphe Robert et Gaston Cougny, Dictionnaire des parlementaires français, Edgar Bourloton, 1889-1891 [détail de l’édition]